# Chisocheton
Chisocheton är ett släkte av tvåhjärtbladiga växter. Chisocheton ingår i familjen Meliaceae.

## Dottertaxa tillChisocheton, i alfabetisk ordning[1]
- Chisocheton aenigmaticus
- Chisocheton amabilis
- Chisocheton cauliflorus
- Chisocheton celebicus
- Chisocheton ceramicus
- Chisocheton crustularii
- Chisocheton cumingianus
- Chisocheton curranii
- Chisocheton diversifolius
- Chisocheton dysoxylifolius
- Chisocheton erythrocarpus
- Chisocheton glirioides
- Chisocheton granatum
- Chisocheton grandiflorus
- Chisocheton koordersii
- Chisocheton lansiifolius
- Chisocheton laosensis
- Chisocheton lasiocarpus
- Chisocheton lasiogynus
- Chisocheton longistipitatus
- Chisocheton macranthus
- Chisocheton macrophyllus
- Chisocheton maxilla-pisticis
- Chisocheton medusae
- Chisocheton mendozae
- Chisocheton montanus
- Chisocheton nicobarianus
- Chisocheton novobritannicus
- Chisocheton patens
- Chisocheton pauciflorus
- Chisocheton pellegrinianus
- Chisocheton penduliflorus
- Chisocheton pentandrus
- Chisocheton perakensis
- Chisocheton pilosus
- Chisocheton pohlianus
- Chisocheton polyandrus
- Chisocheton rex
- Chisocheton ruber
- Chisocheton sapindinus
- Chisocheton sarasinorum
- Chisocheton sarawakanus
- Chisocheton sayeri
- Chisocheton schoddei
- Chisocheton setosus
- Chisocheton stellatus
- Chisocheton tenuis
- Chisocheton tomentosus
- Chisocheton warburgii
- Chisocheton velutinus
- Chisocheton vindictae